# Трайко Христов
Трайко Христов Граматиков е български политик, член на Българската комунистическа партия.

## Биография
Трайко Христов е роден на 20 май 1899 година в село Ватилък, Солунско, тогава в Османската империя, днес Ксирохори, Гърция. Мести се със семейството си в България в 1914 година и се заселва в Хасково. Там започва работа като тютюноработник. Влиза в редиците на Общия работнически синдикален съюз, а след това става член и на Българската комунистическа партия. Секретар е на Окръжния комитет на Работническия младежки съюз в Хасково от началото на 1932 година. Секретар е на Окръжния комитет на БКП. От 1931 до 1934 година е депутат в XXIII обикновено народно събрание от Работническата партия (легалното име на БКП). Трайко Христов е убит в Хасковските казарми на 28 или 31 август 1934 година.